# Gravure ionique réactive
La gravure ionique réactive - ou gravure par ions réactifs - très souvent appelée par son acronyme anglophone, RIE (pour Reactive-Ion Etching), est une technique de gravure sèche des semi-conducteurs. Il s'agit d'une technique similaire, dans la mise en œuvre, à une gravure au plasma de type pulvérisation cathodique (sputtering). Cependant, dans cette technique, le plasma réagit, non seulement physiquement, mais aussi chimiquement avec la surface d'un wafer, ce qui en retire une partie ou certaines des substances qui y ont été déposées. Le plasma est généré sous basse pression (10−2 à 10−1 torr) par un ou plusieurs champs électriques voire magnétique. Les ions de haute énergie du plasma attaquent la surface du wafer et réagissent avec.

## Une combinaison de deux gravures
La gravure ionique réactive est un hybride entre les deux grandes catégories de gravures :
- Les gravures dites « chimiques », où le phénomène de gravure se fait par réaction chimique entre le produit gravant et la surface gravée.
- Les gravures dites « physiques », type gravure au plasma (une des utilisations de la technique de pulvérisation cathodique ou sputtering), où la gravure est due à un bombardement de gaz ionisé (plasma) sur le matériau gravé.

Chaque type de gravure a ses avantages et ses inconvénients :
- l'inconvénient majeur de la gravure « chimique » est son isotropie : le substrat gravé l'est de façon uniforme dans toutes les directions, donnant des profils de gravure semi-sphériques, et posant des problèmes lors de gravure à échelle plus réduite (< 45-50 nm).
- les inconvénients majeurs de la gravure « physique », outre sa mise en œuvre plus lourde, sont d'une part les dommages qu'elle inflige au substrat, et d'autre part son taux de gravure beaucoup plus bas.

La gravure ionique réactive, avant tout une gravure physique, mais à laquelle on rajoute un aspect chimique, cherche à cumuler les avantages  des deux techniques. Si la mise en œuvre est similaire à la pulvérisation cathodique (génération de plasma froid dans un champ électrique sous basse pression), la gravure est - elle - à mi-chemin des deux : les espèces qui gravent sont sous forme ionisée (ion chlorure ou fluorure), mais vont réagir aussi chimiquement avec le substrat. On parle alors de gravure chimique sèche (CDE - Chemical Dry Etching).

## Description du système

### Systèmes à plaques parallèles

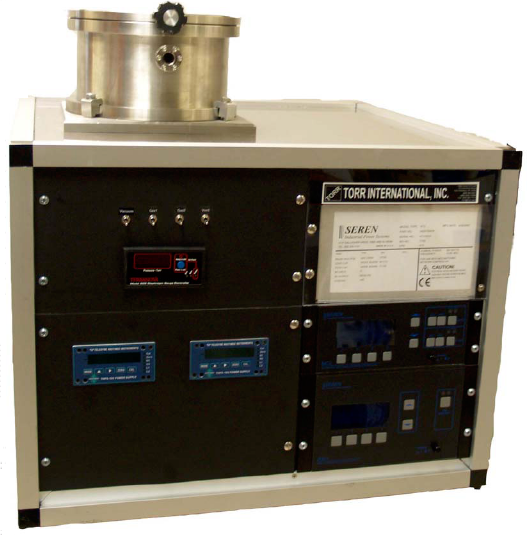
Une machine RIE à plaques parallèles.
La chambre à vide est au sommet de la machine.

Les systèmes RIE les plus courants, dit à plaques parallèles, comportent une chambre à vide, de forme cylindrique et deux plaques métalliques parallèles, qui sont en fait des électrodes. L'électrode basse dans la partie basse de la chambre sert de support du wafer. Elle est isolée électriquement en composante DC du reste de la chambre. L'autre électrode, ainsi que les murs de la chambre sont généralement reliés à la masse.
Les gaz réactifs entrent par de petites ouvertures dans la chambre, et sortent par un système de pompe à vide. Le type et la quantité de gaz utilisés varient selon la gravure, et surtout selon le substrat : 
- pour des substrats en silicium, les gaz réactifs employés sont des dérivés fluorés ou parfois chlorés, l'hexafluorure de soufre, (SF6) ou le tétrafluorure de carbone (CF4) étant les plus courants. Les dérivées fluorés ont l'avantage d'être en général non toxiques - à faible dose - bien que présentant d'autres inconvénients (environnementaux en particulier).
- pour des substrats d'arséniure de gallium, les dérivés fluorés sont presque inutiles, car le fluor ne réagit que très faiblement avec le gallium. Il faut, pour graver ce type de matériau, utiliser presque uniquement des dérivés chlorés. Les plus couramment utilisés sont le trichlorure de bore (BCl3), le tétrachlorométhane (CCl4), , le tétrachlorure de silicium (SiCl4), le dichlore, et le Dichlorodifluorométhane (CCl2F2 - fréon 12).
Contrairement aux dérivés fluorés, ces composés sont en général toxiques (le BCl3 est l'un des gaz les plus toxiques) et/ou très dangereux pour l'environnement (la fréon attaque la couche d'ozone, comme les autres CFC).

À ces gaz sont généralement ajoutés des gaz plus ou moins inertes (hélium, argon, dioxygène), dans le but de rendre le plasma plus ou moins réactif, et d'améliorer ainsi le taux de gravure (etch rate). Ce taux est très important afin de rendre les gravures les plus rapides possibles ; en effet la photorésine (ou directement le masque dans certains cas) qui protège les parties du wafer qui ne doivent pas être gravées ne résiste qu'un temps à la gravure. Si celle-ci est trop longue, cette couche protectrice peut être attaquée, voire détruite, et les parties qu'elle est censée protéger être elles aussi gravées.
La pression des gaz est généralement maintenue dans une gamme allant de quelques millitorrs jusqu'à une centaine de millitors, ceci en ajustant le flux de gaz entrant ou l'orifice de sortie.

### Autres systèmes
D'autres types de système RIE existent :
- Certains systèmes utilisent un montage de type triode : les processus de génération de plasma et de transport des espèces réactives sont séparés afin de mieux contrôler la deuxième étape. Concrètement, une seconde paire d'électrodes, verticales (et donc perpendiculaires aux deux autres) est ajoutée dans la chambre, créant un second champ électrique, horizontal celui-ci, et donc perpendiculaire à l'autre. Ce champ, beaucoup plus fort que le premier (dont la puissance a été diminuée), sert à la génération du plasma. Le champ électrique vertical sert alors à contrôler le transport des espèces réactives vers le substrat.

- Certains systèmes incluent un système de torche à plasma (Inductively Coupled Plasma). Ils sont appelés ICP-RIE. Dans ce type de système, le plasma est généré par un puissant champ magnétique en radiofréquence (RF). Une forte densité de plasma peut ainsi être obtenue, mais cette technique tend à rendre la gravure plus isotrope.

Il est possible de combiner deux systèmes (plaques parallèles et ICP).  Dans ce genre de système, l'ICP est utilisé comme source de haute densité en ions, ce qui augmente le taux de gravure (etch rate), alors qu'une différence de potentiel en RF est appliquée au substrat (wafer), afin de créer un champ électrique directionnel près du substrat, tendant à rendre la gravure plus anisotrope.

## Fonctionnement

### Génération de plasma
Le plasma est créé dans le système en appliquant un fort champ électrique en radio-fréquence entre le plateau supportant le wafer et l'électrode supérieure. Ce champ est typiquement réglé à une fréquence de 13,56 MHz, à une puissance d'une centaine de watts. Le champ électrique oscillant commence à ioniser les molécules de gaz en leur arrachant certains de leurs électrons, créant ainsi un ensemble de gaz ionisé contenant des cations et des électrons libres.
Les électrons libres, fortement accélérés par le champ électrique vont alors entrer en collisions avec d'autres particules :
- les cations libres, qui vont les réabsorber, et par la même émettre de la lumière (avec une longueur d'onde caractéristique de l'espèce chimique) ;
- les molécules ou atomes (dans le cas de gaz rares) non ionisés, et qui par le choc vont les ioniser à leur tour, créant ainsi plus d'ions et d'électrons libres.

Ainsi, par un processus de réaction en chaine, les quelques ions et électrons libres générés directement par le champ électrique vont créer un plasma (plus ou moins) stable. Cette génération de plasma est, dépendamment toutefois des conditions, presque instantanée (il s'agit ici en fait du même phénomène que la génération de lumière par des tubes « néon »).

### Gravure par le plasma

#### Génération d'une différence de potentiel négative

##### Système à plaques parallèles
Les électrons sont accélérés de haut en bas (et inversement) à chaque cycle du champ électrique, contrairement aux cations, beaucoup plus lourds et par conséquent beaucoup moins réactifs aux variations de champs.
Ces électrons vont tantôt entrer en collision avec l'une des électrodes ou l'une des parois de la chambre. Lorsqu'il s'agit d'une paroi ou de l'électrode supérieure, puisque celles-ci sont reliées à la masse, les électrons entrent simplement dans un circuit électrique. Par contre lorsque les électrons entrent en collision avec l'électrode inférieure, et le wafer, ceux-ci étant isolés électriquement en composante DC, les électrons sont piégés, et s'accumulent, créant un potentiel négatif au niveau de l'électrode inférieure. À basse pression (<50 mTorr) une zone « noire » peut être observée aux alentours de l'électrode inférieure chargée négativement. En effet cette zone est pauvre en électrons libres, et il ne peut donc y avoir de recombinaisons entre ions et électrons libres, donc pas de génération de lumière.
Cette différence de potentiel est donc auto-générée, et par conséquent difficilement maitrisable.

##### Montage type «triode»
Contrairement au système dit « à plaques parallèles », le montage en triode, qui comporte une paire supplémentaire d'électrodes, perpendiculaires aux deux autres génère de façon contrôlée cette différence de potentiel :
- la première paire d'électrodes, verticales qui engendrèrent un champ électrique horizontal oscillant, génèrent le plasma horizontalement ;
- la seconde paire, horizontale, engendre un champ électrique continu vertical, dirigé vers le bas.

Ainsi, les fonctions de génération du plasma et de contrôle de la trajectoire des particules sont séparées pour une meilleure maîtrise.

#### Gravure
Les cations, chargé positivement, sont attirés par ce potentiel négatif, et par conséquent bombardent le wafer.
Les cations peuvent réagir de différentes façons avec la surface du wafer.
- Ils peuvent tout simplement entrer en collision (bombardement) et attaquer ainsi la surface. C'est le principe de la gravure au plasma.
- Ils peuvent réagir chimiquement avec la surface. Cette réaction n'est toutefois pas prédominante, les cations étant en déficit d'électrons, ils ne sont pas particulièrement réactifs sur le matériau semi-conducteur.
- Ils peuvent capturer des électrons libres au voisinage de la surface, et devenir des radicaux. Ces radicaux vont par la suite réagir chimiquement avec la surface. C'est la réaction majoritaire.
  - s'il s'agit d'un substrat en silicium, les radicaux de fluorés vont se lier aux atomes de silicium, créant une molécule de tétrafluorure de silicium qui, de par la faible pression et l'augmentation de la température, va être désorbée.
  - s'il s'agit d'un substrat en arséniure de gallium, les radicaux chlorés vont se lier aux atomes de gallium, créant une molécule d'hexachlorure de gallium (Ga2Cl6) qui va être désorbée. Sans gallium, l'arsenic ne peut plus « coller » à la structure d'arséniure de gallium, et il est désorbé aussi.

### Explication du caractère anisotrope de la gravure
Plusieurs explications ont été données pour expliquer l'anisotropie de la gravure par ions réactifs. Deux mécanismes sont en général retenus :
- Les cations, même s'ils sont trop lourds pour se déplacer de façon efficace sous l'influence du champ électrique, vont, lorsqu'ils seront  attirés par l'électrode inférieure chargée négativement, suivre peu ou prou les lignes du champ électrique. Celles-ci étant principalement verticales (entre les deux électrodes), les cations arrivent de façon perpendiculaire au wafer, et ne s'attaquent donc  pas aux parois, laissant celles-ci lisses et droites, mais pas forcément verticales[1].

- Un second mécanisme suppose qu'une partie des matériaux arrachés au wafer, mêlés à certains composants du plasma vont se redéposer sur les parois, et agissent comme une couche protectrice contre la gravure.

## Influence des gaz non réactifs
En plus des gaz réactifs, sont injectés des gaz plus ou moins inertes, en tout cas non réactifs. Ces gaz ont des rôles différents :
- le dioxygène sert en général à rendre le plasma plus réactif, en générant plus d'ions et radicaux réactifs ; il peut aussi servir à provoquer l'apparition d'une couche d'oxyde (silicium) à la surface du substrat ;
- le dihydrogène a le rôle exactement inverse, et « nettoie » la contamination du substrat par des polymères carbonés dans le cas d'un gaz réactif carboné (CF4, CCl4, fréon, ...)
- l'argon sert à rendre lui aussi le plasma moins réactif, en augmentant l'aspect physique de la gravure : dans certains cas de plasma très réactifs (notamment chlore sur de l'arséniure de gallium), la réaction devient trop chimique, et par la même isotrope.
- l'hélium sert parfois de stabilisateur dans le cas de plasma instable (fréon).